# Cliococca
Cliococca es un género con dos especies de plantas con flores perteneciente a la familia Linaceae. Fue descrita por Charles Cardale Babington y  publicado en Transactions of the Linnean Society of London  19(1): 33-34 en el año 1842. La especie tipo es Cliococca tenuifolia Bab.

## Especies
- Cliococca selaginoides
- Cliococca tenuifolia